# Кайгородов, Михаил Никифорович
Михаи́л Ники́форович Кайгоро́дов (25 октября [6 ноября] 1853, Полоцк, Российская империя — октябрь 1918, Москва) — генерал от инфантерии, иркутский губернатор (1905—1906), комендант Гродненской крепости (1915—1916).

## Биография

### Ранние годы
Михаил Никифорович принадлежал к старому полоцкому военному роду Кайгородовых, давшему Российской Империи немало выдающихся личностей. Михаил Кайгородов родился в Полоцке 25 октября (6 ноября) 1853 года в семье преподавателя Полоцкого кадетского корпуса Никифора Ивановича Кайгородова. Начальное военное образование Михаил получил во Второй Санкт-Петербургской военной гимназии; 9 августа 1870 года поступил юнкером в Михайловское артиллерийское училище и был выпущен из него в чине подпоручика в 3-ю конно-артиллерийскую батарею.
В 1878 году поручик Кайгородов поступил в Николаевскую академию Генерального штаба, после окончания которой в 1880 году он был переведен в штаб Петербургского военного округа. В штабах Михаил Кайгородов служил до 1893 года.
Затем он занимал должности начальника штаба 37-й пехотной дивизии (1893—1900) и командира 2-го Финляндского стрелкового полка (1900—1901), а кроме того был Нюландским (1901—1905) и Иркутским (1905—1906) губернатором.

### Иркутский губернатор в 1905 году
Как сообщала в своем номере от 17 декабря 1905 года иркутская газета «Восточное обозрение», «ужасающее количество грабежей и убийств заставило служащих Забайкальской железной дороги призадуматься о своей судьбе». Депутация из восьми членов местной городской думы посетила канцелярию губернатора Кайгородова 14 декабря — практически в разгар Первой русской революции. Будучи больным, Кайгородов принял посетителей у себя в доме, причем сделал это «немедленно» и «в высшей степени любезно».
В конце декабря 1905 года оказавшийся старшим по должности в Иркутской губернии Николай Гондатти доносил в МВД, что Кайгородов болен и «нет оснований рассчитывать, что скоро поправится, потому что чем серьёзнее становится положение, тем более его болезнь осложняется».

### Первая мировая война
В мае 1906 года Кайгородов получил назначение в бригаду 2-й гренадерской дивизии, а 9 ноября 1907 года он был произведен в генерал-лейтенанты (за отличие) и назначен начальником 26-й пехотной дивизии. В дивизию на тот момент входили 101-й Пермский, 102-й Вятский, 103-й Петрозаводский и 104-й Устюжский Генерала Князя Багратиона пехотные полки, дислоцированные в Гродно.
23 августа 1913 года Михаил Кайгородов получил пост коменданта Гродненской крепости, а уже 6 декабря он был произведен в чин генерала от инфантерии. К этому времени он уже был кавалером восьми орденов.
На начальном этапе Первой мировой войны крепость в Гродно находилась в тылу, однако уже в 1915 году её гарнизон принял самое активное участие в боевых действиях. 21 августа 1915 года, в ходе Великого Отступления, крепость была оставлена русскими войсками. При этом уже 8 сентября оперативное отделение генерал-квартирмейстера при главнокомандующем армиями Западного фронта начало следствие по поводу оставления крепости: дело называлось «Дело материалов по расследованию обстановки, при которой были оставлены Гродненские укрепления». Расследование было поручено генералу от инфантерии Леониду Сирелиусу.
В ходе следствия Кайгородов обвинялся в том, что неверно оценил сложившуюся обстановку и не усилил гарнизон 4-го форта крепости резервными частями, а также в том, что он не придал должного значения слабым, в артиллерийском отношении, Рогачёвским позициям. В результате Гродненская крепость перешла в руки противника на сутки раньше, чем требовалось — что, в свою очередь, отрицательно сказалось на общей оперативной обстановке всего Западного фронта. В своё оправдание Кайгородов утверждал, что просил штаб Западного фронта оставить в крепости 74 орудия, что, по его мнению, позволило бы организовать действенную оборону. Но к мнению генерала не прислушались, и почти вся артиллерия крепости была эвакуирована.
Даже после того как в Гродненской крепости закрепился противник, ещё около года Михаил Кайгородов числился в должности её коменданта. Лишь 10 июля 1916 года он был переведен в резерв при штабе Минского военного округа.
Точная дальнейшая судьба генерала неизвестна. Но, по некоторым данным, в октябре 1918 года он был расстрелян большевиками в Москве.

## Сочинения
- Пособие для полевых и зимних практических занятий (совместно с Я. Б. Преженцовым, 1884).
- Планы западного пограничного пространства (1884).
- Военно-энциклопедический словарь (сотрудничал при издании)[8].

## Семья
Состоял в браке, трое детей (на 1911—1914 годы).
Братья: Дмитрий Никифорович Кайгородов (1846—1924) — лесовод, специалист в области лесной технологии, орнитологии, педагог и популяризатор естествознания, «отец» русской фенологии, почётный профессор Санкт-Петербургского лесного института.
- Нестор Никифорович Кайгородов (1840—1916[10]) — генерал-лейтенант.